# Rhaebo glaberrimus
Rhaebo glaberrimus es una especie de anfibio anuro de la familia Bufonidae.

## Distribución geográfica
Esta especie habita entre los 300 y 1400 m de altitud:
- en Venezuela, en el estado de Táchira, en la vertiente oriental de la Cordillera de Mérida;
- en Colombia, en los departamentos de Boyacá, Casanare, Cundinamarca y Meta en la vertiente oriental de la Cordillera Oriental.[4]

## Taxonomía
Los especímenes de la Amazonia y los Andes del sur, anteriormente asociados con esta especie, han sido descritos como una especie distinta de Rhaebo ecuadorensis por Mueses-Cisneros, Cisneros-Heredia y McDiarmid en 2012.

## Publicación original
- Günther, 1869 "1868" : First account of species of tailless batrachians added to the collection of the British Museum. Proceedings of the Zoological Society of London, vol. 1868, p. 478-490[5]